# Wolfgang Preiss
Wolfgang Preiss (n. 27 februarie 1910, Nürnberg, Imperiul German – d. 27 noiembrie 2002, Bühl, Baden-Württemberg, Germania) a fost un actor german de teatru, film și televiziune.

## Filmografie

### Filme
- The Great Love (1942) - Oberleutnant Von Etzdorf
- The Crew of the Dora (1943) - Staffelarzt Dr. Wagner
- Falschmünzer am Werk (1951)
- Canaris (1954) - Col. Holl
- Doctor Solm (1955) - Dr. Hartung
- The Plot to Assassinate Hitler (1955) - Oberst Claus Schenk Graf von Stauffenberg
- The Cornet (1955) - Freiherr von Pirovano
- Before Sundown (1956) - Dr. Hahnefeld, Syndikus der Clausen-Werke
- ...wie einst Lili Marleen (1956) - Alfred Linder
- The Story of Anastasia (1956)
- Johannisnacht (1956) - Mac Fadden
- Von der Liebe besiegt (1957) - Mario Clar, Konstrukteur
- Stresemann (1957) - Heinz Becker
- Haie und kleine Fische (1957) - U-Bootkommandant Lüttke
- I Was All His (1958) - Dr. Leipold
- The Italians They Are Crazy (1958) - Hans
- The Green Devils of Monte Cassino (1958) - Munkler
- Grabenplatz 17 (1958) - Kriminalkommissar Dr. Jäger
- Das Mädchen mit den Katzenaugen (1958) - Carlo Gormann
- Prisoner of the Volga (1959) - General Gorew
- Stalingrad: Dogs, Do You Want to Live Forever? (1959) - Major Linkmann
- La Valse du Gorille (1959) - Otto Lohn
- Arzt ohne Gewissen (1959) - Dr. Westorp
- Roses for the Prosecutor (1959) - Prosecutor General
- Darkness Fell on Gotenhafen (1960) - Dr. Beck
- Mistress of the World (1960) - Brandes
- 1960 Cei 1000 de ochi ai Dr. Mabuse (Die 1000 Augen des Dr. Mabuse) - Prof. Dr. S. Jordan / Peter Cornelius / Dr. Mabuse
- Mill of the Stone Women (1960) - Dr. Loren Bohlem
- Geständnis einer Sechzehnjährigen (1961) - Günther Brandt
- La Fayette (1961) - Baron Kalb
- 1961 În ghearele invizibile ale doctorului Mabuse (Die unsichtbaren Krallen des Dr. Mabuse), regia Harald Reinl – Dr. Primarius Krone / Dr. Mabuse
- 1961 Întoarcerea doctorului Mabuse‎ (Im Stahlnetz des Dr. Mabuse), regia Harald Reinl - Dr. Mabuse
- Riviera-Story (1961) - Arthur Dahlberg
- Das Mädchen und der Staatsanwalt (1962) - Prosecutor Soldan
- The Invisible Dr. Mabuse (1962) - Dr. Primarius Krone / Dr. Mabuse
- The Counterfeit Traitor (1962) - Colonel Nordoff
- 1962 Testamentul doctorului Mabuse (Das Testament des Dr. Mabuse) - Dr. Mabuse
- 1962 Ziua cea mai lungă (The Longest Day) - Maj. Gen. Max Pemsel
- The Black Cobra (1963) - Stanislas Raskin
- Scotland Yard Hunts Dr. Mabuse (1963) - Dr. Mabuse's Ghost
- The Mad Executioners (1963) - Inspector Morel Smith
- The Cardinal (1963) - S.S. Major
- The Secret of Dr. Mabuse (1964) - Dr. Mabuse (imagini de arhivă)
- Cave of the Living Dead (1964) - Prof. von Adelsberg
- Frühstück mit dem Tod (1964) - Prosecutor Ted Talbot
- Backfire (1964) - Grenner
- 1964 Trenul (The Train), regia John Frankenheimer - Major Herren
- 1964 100 Horsemen - Sheik abengalbon
- 1965 Expresul colonelului von Ryan (Von Ryan's Express), regia Mark Robson - Major Von Klemment
- Code Name: Jaguar (1965) - Captain Parker
- To Skin a Spy (1966) - Chalieff
- 1966 Arde Parisul? (Paris brûle-t-il?), regia René Clément - Căpitanul Ebernach
- Jungfrau aus zweiter Hand (1967) - Leiter der Mordkommission
- Spy Today, Die Tomorrow (1967) - Sebastian (BND Chief)
- Dead Run (1967) - Inspector Noland
- Death on a Rainy Day (1967) - Dr. Angus Cromwell
- Jack of Diamonds (1967) - Von Schenk
- Tamara (1968) - Vater Bricks
- Anzio (1968)  - Field Marshal Albert Kesselring
- Hannibal Brooks (1969) - Col. von Haller
- Battle of the Commandos (1969) - Col. Ackerman
- Playgirl 70 (1969)
- 1971 Atac împotriva lui Rommel (Raid on Rommel) - Erwin Rommel
- The Fifth Cord (1971) - Police Inspector
- Una farfalla con le ali insanguinate (1971) - Prosecutor
- The Salzburg Connection (1972) - Felix Zauner
- The Master Touch (1972) - Miller
- The Big Delirium (1975) - Artmann
- Die Dubarry (1975) - Graf Dubarry
- The Standard (1977) - Oberst
- A Bridge Too Far (1977) - Field Marshal Gerd von Rundstedt
- 1978 Himera (The Boys from Brazil), regia Franklin J. Schaffner
- Die Anstalt (1978) - Dr. Reinecke
- Bloodline (1979) - Julius Prager
- The Formula (1980) - Franz Tauber, Swiss businessman
- Fantasma d'amore (1981) - Conte Zighi
- Vergeßt Mozart (1985) - Baron Gottfried van Swieten
- Der Sommer des Samurai (1986) (scenes deleted)
- The Second Victory (1987) - Father Albertus
- Land der Väter, Land der Söhne (1988) - Bernauer (old)
- Dr. M (1990) - Kessler
- Aire Libre (1996) - Alexander von Humboldt (old) (final film role)

### Televiziune
- The Rat Patrol (1966) - Gen. Ernest von Helmreich
- Ein Mann namens Harry Brent (1968, miniserie) - George Conway
- Wallenstein (miniserie, 1978) - Thurn
- Ike (1979) - Field Marshal Alfred Jodl
- The Winds of War (1983) - Field Marshal von Brauchitsch
- Albert Schweitzer (1987) - Albert Schweitzer (90 years old)
- War and Remembrance (1988) - Field Marshal Walther von Brauchitsch

## Legături externe
- Wolfgang Preiss la Internet Movie Database
- Obituary : The Independent
- Wolfgang Preiss la Find a Grave